# Atilio Chiappori
Atilio Chiappori (Buenos Aires; 7 de junio de 1880 - 13 de marzo de 1947) fue un escritor y crítico de arte modernista argentino, miembro de la academia de Academia Nacional de Bellas Artes. Se dedicó a la crítica artística y a la museografía.

## Carrera
Chiappori inició su carrera literaria en la revista Ideas, dirigida por Manuel Gálvez. Participó como crítico literario y artístico en las revista Ideas y el diario La Nación, además de ser fundador de las revistas de arte Nosotros y Pallas.
Como museógrafo, integró jurados de arte en concursos en Buenos Aires, Santa Fe y Mendoza y fue designado como asesor de los concursos de becas y premios por la Comisión Nacional de Cultura. En 1913 fue designado Secretario del Museo Nacional de Bellas Artes, actividad que desempeñó hasta su ascenso al cargo de Director. Entre 1926 y 1937 realizó ciclos de conferencias de difusión artística en Tucumán, Santiago del Estero, Mercedes, Bahía Blanca y Rosario para inaugurar el Museo Juan B. Castagnino. Tuvo además, el cargo de Director de Artes Plásticas dentro del MNBA. En 1936 fue designado representante en Buenos Aires del Instituto Carnegie de Norteamérica, representando a la Argentina en la Exposición de ese año en Pittsburg y a partir de 1935 organizó los Concursos Dominicales de Divulgación Artística en el MNBA. 
También ha sido miembro fundador y Académico de Número de la Academia Argentina de Letras, Secretario de la Comisión Nacional del Monumento a Rivadavia, miembro del Instituto Sanmartiniano, Vicepresidente del Instituto Argentino-Polaco, miembro del Comité Franco-Amérique y miembro del Instituto del Arte Americano. El 30 de septiembre de 1941 fue nombrado Académico de Número de la Academia Nacional de Bellas Artes y se destacó como conferencista en las universidades más prestigiosas del país.

## Libros publicados
- 1907: Bordeland[6]
- 1907: La Interlocutora[7]
- 1907: Letras francesas[8]
- 1908: La Eterna Angustia
- 1919: La Belleza Invisible
- 1925 Las Islas de Rosas Rojas (copilado de novelas cortas)
- 1942: Luz en el Templo
- 1942: La Inmortalidad de una Patria
- 1943: Maestros y Temperamentos